# Vullietoliva foxi
Vullietoliva foxi is een slakkensoort uit de familie van de Olividae. De wetenschappelijke naam van de soort is voor het eerst geldig gepubliceerd in 1984 door Stingley als Oliva foxi.